# Muiralevu africana
Muiralevu africana är en insektsart som först beskrevs av Frederick Arthur Godfrey Muir 1926.  Muiralevu africana ingår i släktet Muiralevu och familjen Derbidae. Inga underarter finns listade i Catalogue of Life.